# Cournon
Cournon [kuʁnɔ̃] (bretonsky Kornon) je francouzská obec v departementu Morbihan v regionu Bretaň.

## Vývoj počtu obyvatel
Počet obyvatel

## Pamětihodnosti
- dolmen o délce 7 metrů ze 3. tisíciletí př. n. l., který se dostal i do znaku obce